# Barracão (Paraná)
Barracão is een gemeente in de Braziliaanse deelstaat Paraná. De gemeente telt 9.267 inwoners (schatting 2009).

## Aangrenzende gemeenten
De gemeente grenst aan Bom Jesus do Sul, Flor da Serra do Sul en Dionísio Cerqueira (SC).

### Landsgrens
En met als landsgrens aan de gemeente Bernardo de Irigoyen in het departement General Manuel Belgrano in de provincie Misiones met het buurland Argentinië.